# 味酵粄
味酵粄，有说法称应该为味窖粄或米膏粄，是一种客家食品，做法是用大米磨成浆后与少量土碱水拌匀，用开水冲浆，盛入小碗蒸熟，蒸成碗面四周膨胀，中间凹成窝形，并蘸甜酱油或者蜂蜜。也可以油煎，做成“煎味酵粄”。